# Syllepte nigriscriptalis
Syllepte nigriscriptalis là một loài bướm đêm trong họ Crambidae.